# Doctrine almohade
 (avril 2025).
- Si vous ne connaissez pas le sujet, laissez ce bandeau (vous pouvez alors contacter les auteurs).
- Si vous supprimez le contenu mis en cause (vous pouvez préalablement contacter les auteurs),

argumentez précisément cette suppression dans la page de discussion
(un manque de référence n'est pas un argument ; une recherche réelle de référence doit avoir été effectuée, être formellement documentée).
 (avril 2025).
La doctrine almohade ou l'almohadisme est un mouvement religieux et doctrine musulmane fondé au XIIe par Ibn Tumert, un berbère lieu de naissance du prédicateur masmoudien, à la suite des nombreux voyages de celui-ci, notamment en Orient et en Al-Andalus.
La doctrine almohade fonde ses sources sur la quasi-totalité des courants théologiques présent à l’époque d’Ibn Tūmart. Elle synthétise les croyances musulmanes divergentes pour en présenter une seule. Cette doctrine entre en contradiction avec celle des Almoravides, défenseurs du malikisme. Les Almohades prônent l’unicité de la religion et combattent la pluralité des écoles juridiques, ainsi que le juridisme excessif. Les Almoravides sont présentés comme des hérétiques qu’il faut destituer, en raison de leur anthropomorphisme lié à leur interprétation traditionnelle du Coran et des hadiths. Selon les Almohades, les Almoravides se sont ainsi éloignés du dogme fondamental de l’islam qui est le tawḥīd (l’unicité divine), concept essentiel chez les Almohades, qui est à l’origine de leur nom, al-muwaḥḥidūn (« Unitariens »). Durant l’épopée almohade, les talabas avaient pour tâche de répandre la doctrine almohade dans les différentes couches de la société.
Divers historiens ont mis en évidence la confusion entre histoires et mythes qui entourent les origines du mouvement d’Ibn Tūmart, notamment Maribel Fierro. Les sources qui évoquent la vie du mahdi et de sa doctrine comme al-Baydhaq mettent davantage l’accent sur le premier calife, ‘Abd al-Mu’min ce qui peut indiquer que la figure d’Ibn Tūmart soit dépendante du processus de légitimation de son élève favori. Le Kitâb (livre) d'Ibn Tûmart pourrait constituer une source fiable et fidèle à sa pensée, mais il n’existe qu’une seule et unique copie, datée de 1183/1184, l’existence des chroniques historiques faisant référence aux parties attribuées à Ibn Tûmart sont attestées, mais il ne faut pas exclure l’idée que le texte qui nous est parvenu a fait l'objet de nombreuses manipulations, ainsi que de remaniements,. Le processus de légitimation n’est pas le seul facteur à prendre en compte, il faut également évoquer l’évolution même du mouvement almohade, ce qui peut finalement rendre difficile la précision de ce que l’on nomme « almohadisme ».

## Sources
L’almohadisme, synthèse dogmatique et théologique, puise chez les :
- kharijite-ibadites : en ce qui concerne la justification de la violence, la revendication du magistère suprême au sein de populations non arabes, le statut qu’Ibn Tūmart accorde aux deux premiers califes (Abu Bakr et Umar) dans la ʿaqīda (croyance) ainsi que l’« excommunication » (takfīr) décrétée contre ceux qui refusent le ralliement à la cause almohade. Ibn Tūmart recommande davantage la lutte contre les Almoravides que contre les chrétiens : « Appliquez-vous au djihad des Infidèles voilés car il est plus important de les combattre que de combattre les Chrétiens et tous les Infidèles, deux fois ou plus encore ; en effet, ils ont attribué un aspect corporel au Créateur — qu'il soit glorifié — rejeté le tawḥīd, été rebelles à la vérité[3] » ;
- muʿtazilites : à l’instar des muʿtazilites, les Almohades proposent une lecture allégorique des versets coraniques dits mutachâbïh (ambigu). Ibn Tūmart considère que l’ensemble des expressions relatives au monde matériel que l'on trouve dans le Coran sont de simples images, des allégories. Ils font usage du kalām (« théologie spéculative »), adoptent comme appellation ahl al-tawḥīd (« gens de l’Unitarisme ») et font respecter la hisba, c'est-à-dire l'obligation de « prescrire le bien et de prohiber le mal » (al-amr bi-l-maʿrūf wa l-nahyi ʿan al-munkar) ;
- philosophes : l’almohadisme tente de concilier Raison et Révélation ; de grands philosophes participent aux gouvernements almohades ;
- malikites : les Almohades combattent vigoureusement les juristes malikites, mais reconnaissent l’importance du Muwaṭṭā’ de Mālik b. Anas, en tant que base fondamental du droit. Ibn Tûmart estime que cet ouvrage de référence peut être modifié ou enrichi. Selon lui la période d'idjtihâd[Passage contradictoire (voir plus bas)] (effort juridique), n'est pas close avec Mâlik et les autres chefs d’écoles, quiconque étant versé dans la science des Uçûl al-fiqh (méthodologie du droit) peut tirer lui-même la loi à partir des sources ;
- ḥanbalites : tout comme les ḥanbalites les Almohades refusent dans le domaine juridique l’utilisation du qiyās (raisonnement par analogie), de l’ijtihād[Passage contradictoire (voir plus haut)] (l’appréciation individuelle) et composent seulement avec les textes coraniques et la tradition (sunna) ;
- ašʿarites : la doctrine d’Ibn Tūmart reconnaît l’absolue toute-puissance de Dieu, use volontiers du kalām et refuse la notion de libre-arbitre. Comme Al-Ghazali, Ibn Tūmart donne une interprétation allégorique des versets du coran. Prendre le texte sacré dans son sens littéral et considérer que des attributs de Dieu sont comparables à ceux de l’homme  (comme le don d'entendre) constitue à ses yeux de l’anthropomorphisme, voire du polythéisme, incompatible avec le concept de tawḥīd ;
- ḥazmiens/ Z'âhirites : l’interprétation des attributs divins est basée sur le texte coranique, reprise de l’almohadisme du principe de l’impossibilité d’appliquer le général au particulier. Comme les Z'âhirites, Ibn Tûmart  refuse  le z'ann (appréciation individuelle) comme source de la législation car « le z'ann est source d'erreur »[6]. Il cite comme preuve le verset 29 de la Sourate 53 : « Ils n'ont sur ce point nul savoir. Ils ne suivent que leur conjecture (z'ann) : la conjecture ne tient lieu de rien contre la Vérité. » Tout comme les Z'âhirites, les almohades estiment  que la forme prohibitive ou impérative est toujours obligatoire. Lorsqu’un ordre est exprimé d'une façon générale dans le texte coranique, son application ne peut être limitée à des cas particuliers. En guise d’exemple, lorsqu’Ibn Tûmart fait le commentaire des versets du Coran interdisant aux musulmans de consommer du sang, il écrit : « II s'agit de tous les sangs : celui des mouches, des poissons, des artères ou des pustules, que ce soit en petite ou en grande quantité[6] » ;
- soufis : ils accordent de l’importance aux pratiques ascétiques, à la prière et au dhikr (rappel du nom de Dieu) etc., et acceptent une approche mystique de Dieu ;
- chiites : l’almohadisme reprend le concept de ʿiṣma (« impeccabilité ») et du « don de l’imamat », et met en valeur les généalogies ʿalides, réelles ou fictives, d’Ibn Tūmart et de son successeur ʿAbd al-Mu’min. Tout comme les Chiites, Ibn Tûmart accorde une place prépondérante à la croyance en l'Imâm : « La foi dans l'Imamat  est nécessaire à tous. C'est l'un des fondements de la religion, l'un des piliers de la loi et la justice ne peut exister que par la nécessité du dogme de l'Imamat, en tous les temps et jusqu'à l'heure du Jugement Dernier[6]. »